# Canthium glabrum
Canthium glabrum är en måreväxtart som beskrevs av Carl Ludwig von Blume. Canthium glabrum ingår i släktet Canthium och familjen måreväxter. Inga underarter finns listade i Catalogue of Life.